# Dardan Berisha
Dardan Berisha, né le 15 novembre 1988, à Peć, au Kosovo, est un joueur kosovar naturalisé polonais de basket-ball. Il évolue au poste d'arrière.

## Palmarès
- Champion de Pologne 2009